# Pygopleurus syriaca
Pygopleurus syriaca is een keversoort uit de familie Glaphyridae. De wetenschappelijke naam is gepubliceerd in 1758 door Linnaeus in de tiende editie van Systema naturae.